# Пропилпарабен
Пропилпарабен — пропиловый эфир пара-гидроксибензойной кислоты. Встречается во многих растениях и некоторых насекомых как природное соединение, однако в значительных количествах производится синтетическим путём с целью использования в качестве консерванта, обычно в косметических средствах на водной основе (кремы, лосьоны, шампуни и т. д.). Также является стандартизированным химическим аллергеном и используется в аллергологическом тестировании. Пропилпарабен является разрешённой пищевой добавкой с номером E216 в Европейском союзе, однако его использование запрещено на территории России в пищевых продуктах.
Натриевая соль пропилпарабена (E217) используется похожим образом — как пищевой консервант и противогрибковое средство.

## Фармакокинетика
Пропилпарабен всасывается в желудочно-кишечном тракте и через кожу, затем гидролизуется до пара-гидроксибензойной кислоты, конъюгаты которой выводятся с мочой. Накопления в организме не происходит.

## Безопасность
При пероральном или парентеральном введении пропилпарабен нетоксичен, хотя может вызывать раздражение кожи. Хроническая токсичность также относительно невысока. Пропилпарабен не обладает канцерогенными, мутагенными и кластогенными эффектами. Управление по санитарному надзору за качеством пищевых продуктов и медикаментов (FDA) считает пропилпарабен «общепризнанным безопасным» (GRAS) в качестве пищевой добавки Е216.
В 2010 году Научный комитет Европейского союза по безопасности потребителей (SCCS) заявил, что считает использование бутилпарабена и пропилпарабена в качестве консервантов в готовых косметических продуктах безопасным для потребителя, если сумма их индивидуальных концентраций не превышает 0,19 %.

## Биоразложение
Микроорганизмы Burkholderia latens способны осуществлять биоразложение пропилпарабена, используя его в качестве источника углерода. Бактерии Enterobacter cloacae (штамм EM) способны осуществлять гидролиз сложноэфирной группы пропилпарабена и метилпарабена, а затем проводить трансформацию получившейся пара-гидроксибензойной кислоты в фенол. Как следствие, возможна контаминация препаратов, в которых пропилпарабен используется в качестве консерванта.